# Аранк
Аранк (фр. Aranc) — коммуна во французском департаменте Эн, округ Белле, кантон Отвиль-Лонес.

## Географическое положение
Аранк лежит на высоте 775 м над уровнем моря, в 13 км северо-восточнее города Амберьё-ан-Бюже, в горах Юры.
К коммуне Аранк относится ещё несколько хуторов и подворий.

## История
Впервые деревня упоминается в документах XIII века под именем Аренкум. В средние века Аранк принадлежал графам Савойским, а по Лионскому договору 1601 года отошёл во владение Франции.

## Население
Население коммуны на 2010 год составляло 302 человека.
| 1962 | 1968 | 1975 | 1982 | 1990 | 1999 | 2010 |
| ---- | ---- | ---- | ---- | ---- | ---- | ---- |
| 329  | 296  | 269  | 273  | 291  | 275  | 302  |

## Достопримечательности
Церковь постройки XIII века, перестроенная в XIX веке. На холме находятся руины замка Ружмон XII века.

## Экономика и промышленность
Население занято преимущественно в сельском хозяйстве.